# For Dee
For Dee – polski zespół muzyczny, założony w 1991 roku jako kwartet przez Krystynę Stańko, studentkę Wydziału Jazzu i Muzyki Rozrywkowej Akademii Muzycznej w Katowicach.

## Historia
Krystyna Stańko w zespole była gitarzystką, wokalistką, autorką muzyki i tekstów. Od 1995 roku zespół działał jako duet, który współtworzyły Stańko i Jowita Tabaszewska. W 1995 roku ujrzał światło dzienne ich jedyny album „Kobiety”, sygnowany znakiem Programu III Polskiego Radia, z którego największym przebojem okazała się piosenka Sobie sami, która przez 16 tygodni była notowana na Liście Przebojów Programu Trzeciego. W 1996 roku zespół miał wspólną trasę koncertową z Varius Manx. We wrześniu 1998 grupa zawiesiła działalność.

## Dyskografia
Albumy
- Kobiety (1995)

Single
- Sobie sami / Uspokój mnie (1995)
- Naga chęć (1996)